# Don't Bother to Knock
Don't Bother to Knock, in Nederland uitgebracht onder de titel Gevaar klopt aan, is een film uit 1952 onder regie van Roy Ward Baker. Het is een thriller met Marilyn Monroe in de hoofdrol. Hierin speelt ze een vrouw met psychische problemen. Monroe zocht met opzet een moeilijke rol uit om de critici, die haar tot voorheen enkel als sekssymbool zag, te bewijzen dat ze kon acteren.

## Verhaal
Lyn Lesley is een zangeres in een bar, die tobt over het bezoek van haar vriend Jed Towers. Lyn had Jed eerder een brief geschreven waarin ze hun relatie beëindigde, maar Jed komt terug om uitleg te krijgen. Ondertussen introduceert piccolo Eddie zijn verlegen nicht Nell Forbes aan Peter en Ruth Jones. Het is de bedoeling dat ze zal oppassen op hun dochter Bunny. Terwijl hun ouders van een drank genieten bij de foyer, wenst Nell de jonge Bunny welterusten. Nadat ze dit heeft gedaan, gaat ze naar de kamer van Bunny's ouders, waar ze onder de indruk raakt van Ruths dure kleding en attributen. Jed ziet haar dit door een raam doen en belt haar op. Nell raakt geïntrigeerd door zijn zwoele stem, maar wordt onderbroken door Eddie, die Nell controleert. Hij dwingt haar de attributen van Ruth af te doen. Nell protesteert echter, waarna Eddie haar geruststelt door te zeggen dat ze zelf ook chique spullen kan veroorloven als ze een rijk vriendje vindt. De kijker wordt op dat moment verward als hij onthult dat ze haar vorige vriendje vermoord heeft. Als Eddie vertrekt nodigt ze Jed uit.
Als hij er eenmaal is, beginnen ze met elkaar te flirten. Jed vertelt haar dat hij werkzaam is als piloot, waarna Nell liegt dat haar vriend is omgekomen bij een vliegtuigongeluk. Als Bunny de waarheid zegt over de dood van Nells eerdere partner, schudt zij het jonge meisje door elkaar en stuurt haar terug naar bed. Jed schrikt echter niet van Bunny's beweringen, maar stelt haar wel gerust. Als ze voor het raam staat, lijkt Nell haar er uit te duwen. Terwijl Jed haar van een fatale dood redt, is Emma Ballew er getuige van. Als Nell Bunny terug in bed stopt en haar opdraagt geen geluid meer te maken, wil Jed vergiffenis zoeken bij Lyn. Nell overtuigt hem niet weg te gaan en probeert hem zonder succes te zoenen. Op dat moment merkt hij littekens op haar polsen op. Hij vraagt hiernaar, waarna Nell opbiecht zichzelf met een scheermes geprobeerd te hebben doden na de dood van haar vriend. Rond deze tijd komt Eddie opnieuw naar binnen. Om verwarring en chaos te voorkomen, schuilt Jed in de badkamer. Hij merkt op dat Nell nog steeds niet de attributen van Ruth heeft afgedaan. Hij wordt agressief en dwingt haar nogmaals dit af te doen, waarna Nell hem slaat met een zware asbak.
Nell gaat terug naar de hotelkamer, waar ze de Ballews aantreft. Zij zijn verdacht door de hulpkreten van Bunny en ondervragen haar. Jed sluipt naar de slaapkamer van Bunny, maar merkt niet op dat ze vastgebonden is. Als hij vertrekt, zien de Ballews hem. Ze denken dat Jed zich naar binnen heeft gedrongen en haar gegijzeld heeft gehouden. Ze besluiten hier de detective over te informeren. Nell raakt hier verward van en ziet nu Jed aan voor haar overleden vriend. Jed is zelf bij Lyn, waar hij praat over Nell. Lyn ziet nu voor het eerst dat Jed wel degelijk gevoelens heeft. Op hetzelfde moment realiseert hij zich dat Bunny op het verkeerde bed lag en haast zich terug naar de hotelkamer.
Vlak voordat hij er arriveert, komt ook Ruth naar de kamer. Hier wordt ze aangevallen door Nell. Jed haast zich naar binnen en trekt haar weg van Ruth, voordat hij Bunny losbindt. Als hij Eddie vrijlaat uit de kast, blijkt Nell gevlucht te zijn. Hij treft haar aan in de lobby, waar ze zelfmoord dreigt te plegen. Terwijl Jed haar hiervan behoedt, wordt Lyn opnieuw verliefd op hem. Nell wordt afgevoerd naar een ziekenhuis en Jed en Lyn zoenen elkaar.

## Rolverdeling
| Acteur          | Personage        |
| --------------- | ---------------- |
| Richard Widmark | Jed Towers       |
| Marilyn Monroe  | Nell Forbes      |
| Anne Bancroft   | Lyn Lesley       |
| Donna Corcoran  | Bunny Jones      |
| Lurene Tuttle   | Ruth Jones       |
| Elisha Cook Jr. | Eddie Forbes     |
| Jim Backus      | Peter Jones      |
| Jeanne Cagney   | Rochelle         |
| Verna Felton    | Mrs. Emma Ballew |